# Rezerwat przyrody Kępa Rakowska
Rezerwat przyrody Kępa Rakowska – rezerwat przyrody położony w województwie mazowieckim, w gminach Iłów (powiat sochaczewski) i Wyszogród (powiat płocki). Obejmuje obszar wysp, piaszczystych łach oraz wód rzeki Wisły.
Został powołany Zarządzeniem Ministra Ochrony Środowiska, Zasobów Naturalnych i Leśnictwa z dnia 2 listopada 1994 r. (M.P. z 1994 r. nr 58, poz. 496, rej. woj. nr 135) na powierzchni 120 ha. Zarządzeniem Regionalnego Dyrektora Ochrony Środowiska w Warszawie z dnia 17 maja 2019 r. powiększono go do 223,53 ha. Wokół rezerwatu utworzono otulinę o powierzchni 176,17 ha. Celem ochrony rezerwatu jest zachowanie ze względów naukowych i dydaktycznych ostoi lęgowych rzadkich i ginących w Polsce gatunków ptaków siewkowatych: mew, rybitw i sieweczek.
Jest to rezerwat wodny (W):
- ze względu na dominujący przedmiot ochrony: typ – faunistyczny (PFn), podtyp – ptaków (pt),
- ze względu na główny typ ekosystemu: typ – wodny (EW), podtyp – rzek i ich dolin, potoków i źródeł (rp)[2].

Według obowiązującego planu ochrony ustanowionego w 2018 roku, obszar rezerwatu objęty jest ochroną czynną.
Rezerwat leży w granicach Nadwiślańskiego Obszaru Chronionego Krajobrazu oraz dwóch obszarów sieci Natura 2000: siedliskowego „Kampinoska Dolina Wisły” PLH140029 oraz ptasiego „Dolina Środkowej Wisły” PLB140004.

Rezerwat przyrody Kępa Rakowska (po lewej) w Ładach i Rakowie, widziany z Rakowa w 2018 r.